# Agmina joycei
Agmina joycei là một loài Trichoptera trong họ Ecnomidae. Chúng phân bố ở miền Australasia.